# Windsurfing na Island Games 2009
Turniej windsurfingu na Island Games 2009 trwał od 28 czerwca do 4 lipca, a więc przez całą długość trwania imprezy. Wszystkie wyścigi odbyły się w zatoce, niedaleko Zachodniego Portu w Mariehamn, stolicy Wysp Alandzkich, gdzie odbywał się trudniej.

## Medale
Medale dla poszczególnych krajów
| Poz. | Kraj    | Złote | Srebrne | Brązowe | Wszystkie |
| ---- | ------- | ----- | ------- | ------- | --------- |
| 1.   | Minorka | 2     | 1       | 1       | 4         |
| 2.   | Jersey  | 0     | 1       | 0       | 1         |
|      | Suma    | 2     | 2       | 1       | 5         |

## Indywidualnie
Na zawody w konkurencji indywidualnej zarejestrowali się zawodnicy z ośmiu różnych krajów: Bermudów, Guernsey, Jersey, Minorki, Rodos, Szetlandów, Wight oraz Wysp Alandzkich.

### Medale
| Medal  | Zawodnik          | Kraj    |
| ------ | ----------------- | ------- |
| Złoto  | Jonathan Dunnett  | Minorka |
| Srebro | Sebastia Mercadal | Minorka |
| Brąz   | Loren Mesquida    | Minorka |

### Tabela
Turniej przebiegał następująco:
| Kraje biorące udział | Kraje biorące udział | Kraje biorące udział | Kraje biorące udział | Kraje biorące udział |
| Reprezentacja        | L.                   | Najlepszy            | Najlepszy            | Najlepszy            |
| Reprezentacja        | L.                   | Zawodnik             | Wynik                | Pozycja              |
| -------------------- | -------------------- | -------------------- | -------------------- | -------------------- |
| Bermudy              | 1                    | Alex Jones           | 40                   | 5.                   |
| Guernsey             | 2                    | Tim Laine            | 79                   | 12.                  |
| Jersey               | 4                    | Michael Millar       | 33                   | 4.                   |
| Minorka              | 4                    | Jonathan Dunnett     | 8                    | 1.                   |
| Rodos                | 1                    | Clemis Margos        | 129                  | 18.                  |
| Szetlandy            | 4                    | Graham Nicol         | 75                   | 11.                  |
| Wight                | 1                    | Kyle Grant           | 122                  | 17.                  |
| Wyspy Alandzkie      | 4                    | Peter Aalto          | 43                   | 6.                   |

| Poz. | Zawodnik          | Kraj            | Wyścigi | Wyścigi | Wyścigi | Wyścigi | Wyścigi | Wyścigi | Wyścigi | Wyścigi | Punkty Net |
| Poz. | Zawodnik          | Kraj            | 1       | 2       | 3       | 4       | 5       | 6       | 7       | 8       | Punkty Net |
| ---- | ----------------- | --------------- | ------- | ------- | ------- | ------- | ------- | ------- | ------- | ------- | ---------- |
| 1.   | Jonathan Dunnett  | Minorka         | 1       | 1       | 2       | 2       | 1       | 1       | 1       | 1       | 8          |
| 2.   | Sebastia Mercadal | Minorka         | 2       | 2       | 1       | 1       | 2       | 2       | 2       | 4       | 12         |
| 3.   | Loren Mesquida    | Minorka         | DSQ     | 4       | 3       | 3       | 4       | 5       | 3       | 2       | 24         |
| 4.   | Michael Millar    | Jersey          | OCS     | 3       | 6       | 7       | 3       | 3       | 5       | 6       | 33         |
| 5.   | Alex Jones        | Bermudy         | 3       | 5       | 9       | 4       | 6       | 4       | 9       | 14      | 40         |
| 6.   | Peter Aalto       | Wyspy Alandzkie | 4       | 8       | 7       | 6       | 11      | 7       | 8       | 3       | 43         |
| 7.   | Sören Sundqvist   | Wyspy Alandzkie | 6       | 6       | 4       | 9       | 8       | 8       | 7       | 7       | 46         |
| 7.   | Bernat Coll Pons  | Minorka         | 5       | 7       | 8       | 8       | 7       | 11      | 6       | 5       | 46         |
| 9.   | Justin Horton     | Jersey          | 11      | 11      | 5       | 5       | 5       | 10      | 10      | 15      | 57         |
| 10.  | Chris Le Masurier | Jersey          | 16      | 10      | 14      | 12      | 10      | 6       | 11      | 8       | 71         |
| 11.  | Graham Nicol      | Szetlandy       | 10      | DNF     | 11      | 10      | 14      | 13      | 4       | 13      | 75         |
| 12.  | Tim Laine         | Guernsey        | 7       | 14      | 10      | 15      | 16      | 9       | 12      | 12      | 79         |
| 13.  | Allan Henderson   | Szetlandy       | 12      | 9       | 13      | 11      | 12      | 12      | 13      | 16      | 82         |
| 14.  | Simon Gregory     | Guernsey        | 8       | DNF     | 12      | 13      | 13      | 14      | 16      | 10      | 86         |
| 15.  | Marcus Björke     | Wyspy Alandzkie | 15      | 12      | 15      | 14      | 9       | 15      | 14      | 9       | 88         |
| 16.  | Steve Melia       | Jersey          | 13      | DNF     | 17      | 16      | 15      | 16      | 15      | 11      | 103        |
| 17.  | Kyle Grant        | Wight           | 14      | 13      | 16      | 19      | 20      | 18      | DNF     | DNS     | 122        |
| 18.  | Clemis Margos     | Rodos           | 9       | DNF     | 20      | 21      | 19      | 19      | OCS     | 19      | 129        |
| 19.  | Brian Gray        | Szetlandy       | DNF     | DNF     | 18      | 20      | 18      | 17      | 18      | 18      | 131        |
| 20.  | Rodney Marshall   | Wyspy Alandzkie | DNF     | DNF     | 21      | 18      | 17      | 20      | 17      | 17      | 132        |
| 21.  | Catriona Nicol    | Szetlandy       | DNF     | DNF     | 19      | 17      | 21      | 21      | 19      | DNF     | 141        |

## Drużynowo
W konkurencji drużynowej wzięli udział zawodnicy czterech, następujących reprezentacji: Jersey, Minorki, Szetlandów, oraz Wysp Alandzkich.

### Medaliści
| Medal  | Kraj    |
| ------ | ------- |
| Złoto  | Minorka |
| Srebro | Jersey  |

### Tabela
Turniej przebiegał następująco:
| Poz. | Reprezentacja   | Zawodnicy         | Wyścigi | Wyścigi | Wyścigi | Wyścigi | Punkty Net |
| Poz. | Reprezentacja   | Zawodnicy         | 1       | 2       | 3       | 4       | Punkty Net |
| ---- | --------------- | ----------------- | ------- | ------- | ------- | ------- | ---------- |
| 1.   | Minorka         | Bernat Coll Pons  | 1       | 2       | 3       | 8       | 14         |
| 1.   | Minorka         | Jonathan Dunnett  | 1       | 2       | 3       | 8       | 14         |
| 1.   | Minorka         | Sebastia Mercadal | 1       | 2       | 3       | 8       | 14         |
| 1.   | Minorka         | Loren Mesquida    | 1       | 2       | 3       | 8       | 14         |
| 2.   | Jersey          | Justin Horton     | 4       | 9       | 10      | 16      | 39         |
| 2.   | Jersey          | Chris Le Masurier | 4       | 9       | 10      | 16      | 39         |
| 2.   | Jersey          | Steve Melia       | 4       | 9       | 10      | 16      | 39         |
| 2.   | Jersey          | Michael Millar    | 4       | 9       | 10      | 16      | 39         |
| 3.   | Wyspy Alandzkie | Peter Aalto       | 6       | 7       | 15      | 20      | 48         |
| 3.   | Wyspy Alandzkie | Marcus Björke     | 6       | 7       | 15      | 20      | 48         |
| 3.   | Wyspy Alandzkie | Rodney Marshall   | 6       | 7       | 15      | 20      | 48         |
| 3.   | Wyspy Alandzkie | Sören Sundqvist   | 6       | 7       | 15      | 20      | 48         |
| 4.   | Szetlandy       | Brian Gray        | 11      | 13      | 19      | 21      | 64         |
| 4.   | Szetlandy       | Allan Henderson   | 11      | 13      | 19      | 21      | 64         |
| 4.   | Szetlandy       | Catriona Nicol    | 11      | 13      | 19      | 21      | 64         |
| 4.   | Szetlandy       | Graham Nicol      | 11      | 13      | 19      | 21      | 64         |